# 湖丽鱼属
湖麗魚屬，是條鰭魚綱䲁形目麗魚科下的一個屬。

## 分類
本屬屬於褶唇麗魚亞科，目前被認可的種如下：
- 阿氏湖麗魚 Limnochromis abeelei
- 金色湖麗魚 Limnochromis auritus
- 斯氏湖麗魚 Limnochromis staneri